# 中国2010年上海世界博览会波兰馆
中国2010年上海世界博览会波兰馆是2010年上海世博会上代表波兰的展馆，位于世博园区C片区，占地面积约3000平方米。波兰馆的主题为“人类创造城市”（people create the city）。
波兰馆的建筑外表面有许多镂空花纹，这是从波兰民间的剪纸艺术中得到的灵感。在波兰馆内部，位于其入口上方的音乐厅是其核心。由于2010年是波兰最名音乐家肖邦诞辰200周年，在音乐厅中会以肖邦为主题的钢琴音乐会。另外，波兰馆中还会播放两部纪录片。一部反映的是当年毛泽东、刘少奇等中国领导人如何阻止赫鲁晓夫派苏军进驻华沙，另一部则是一位中国女孩在波兰所拍摄的。